# Mima

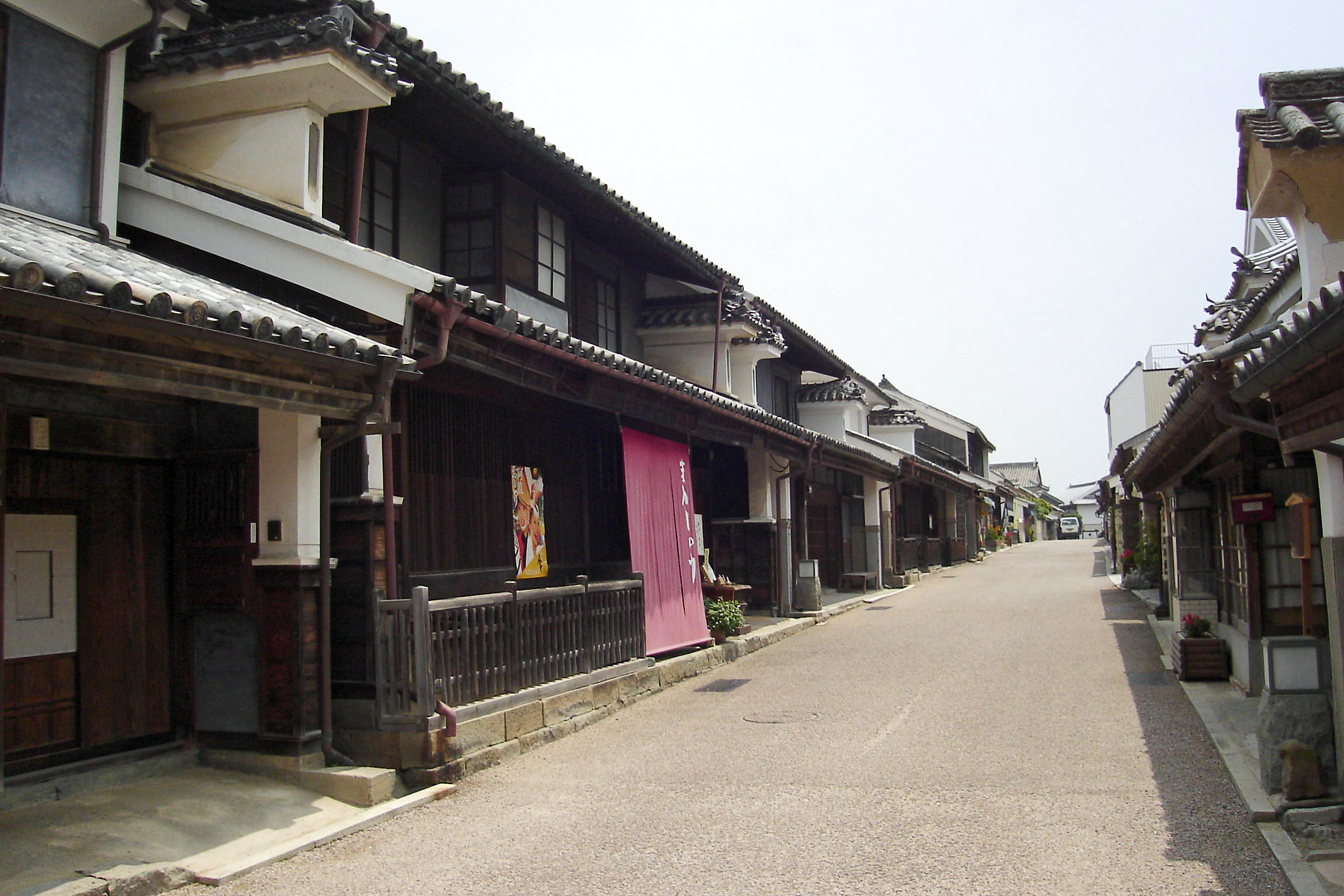
Stradă din Mima

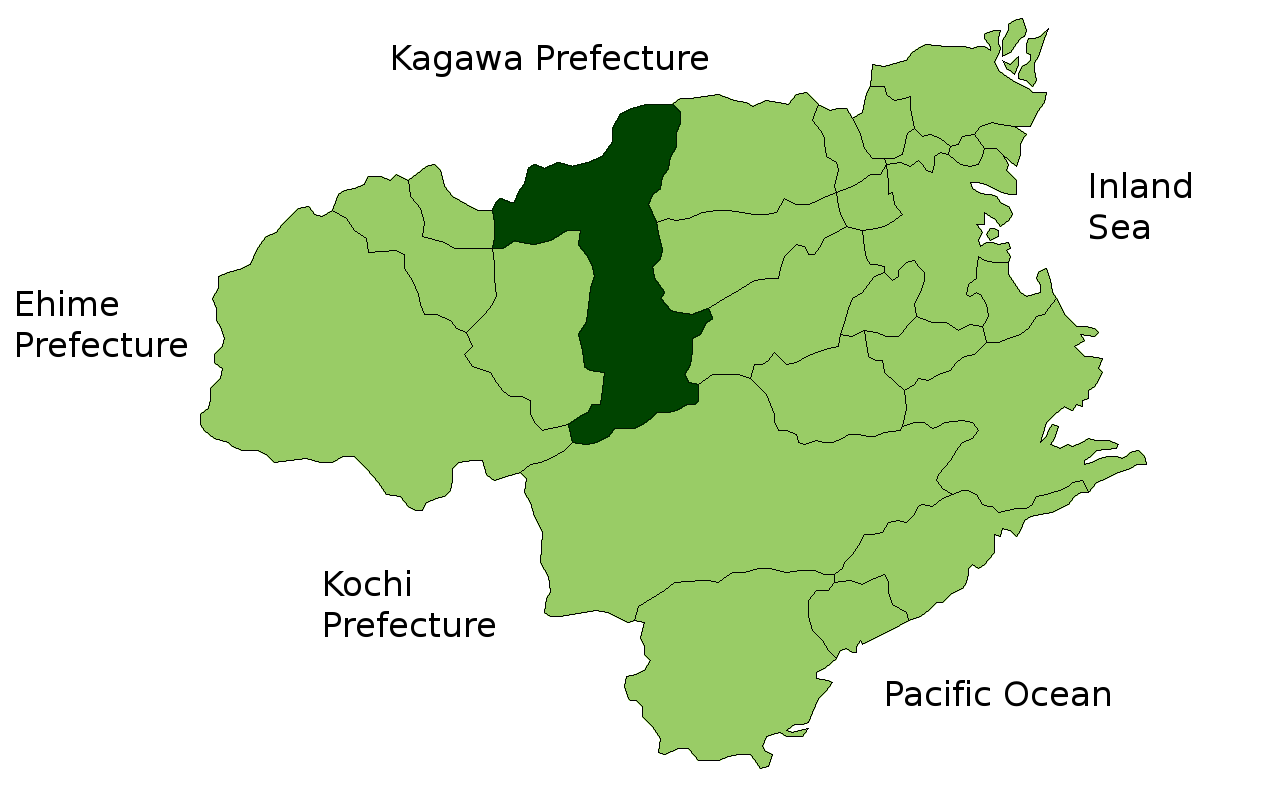

Mima (美馬市 Mima-shi?) este un municipiu din Japonia, prefectura Tokushima.